# Roveredo in Piano
Roveredo in Piano es una localidad y comune italiana de la provincia de Pordenone, región de Friuli-Venecia Julia, con 5.579 habitantes.

## Evolución demográfica
| Gráfica de evolución demográfica de Roveredo in Piano entre 1861 y 2001 |
|                                                                         |
| Fuente ISTAT - elaboración gráfica de Wikipedia                         |